# Polka

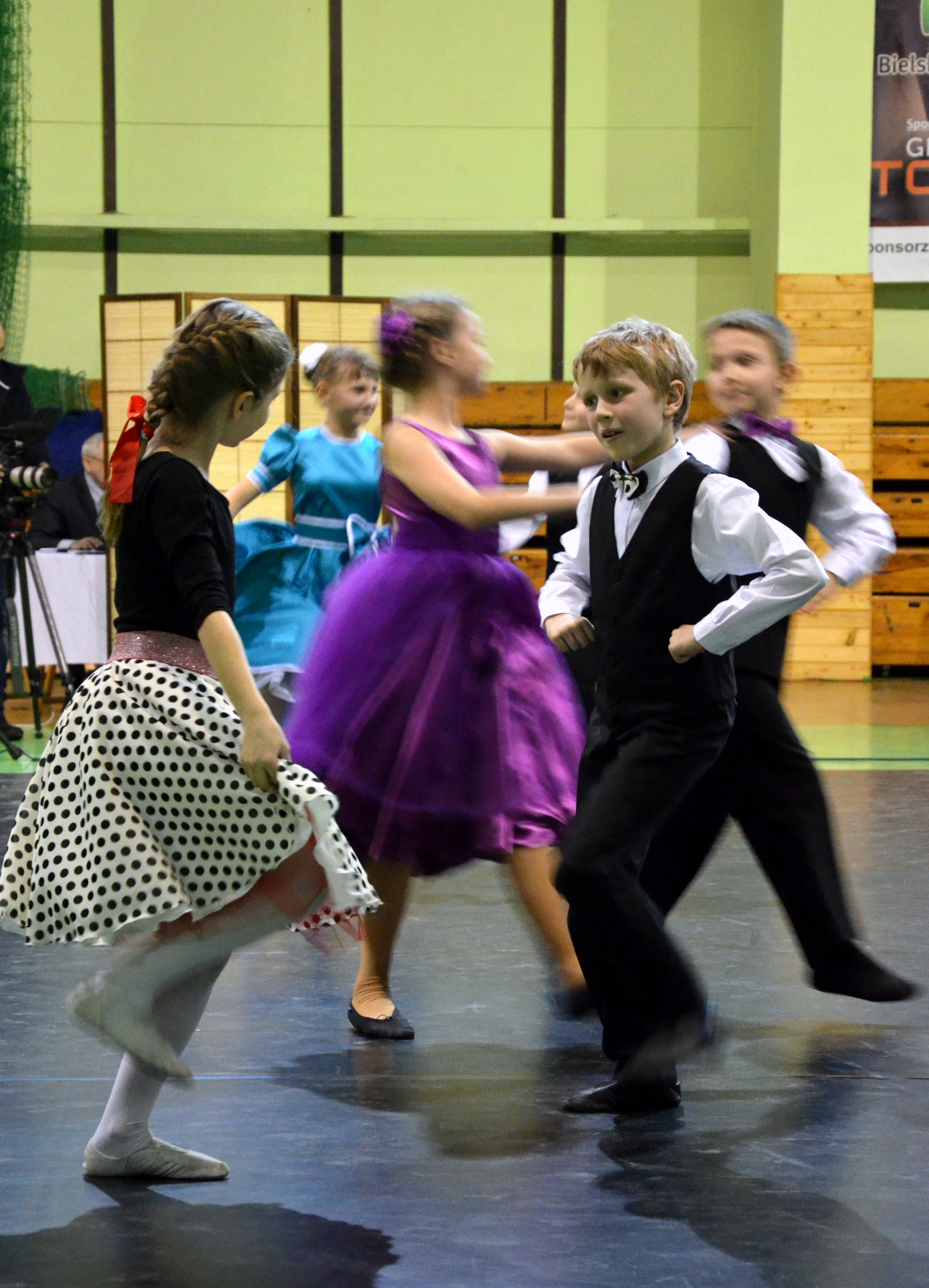
Jonge polkadansers in Polen (2016)

De polka is een volksdans voor paren in een snelle tweekwartsmaat of vierkwartsmaat. De naam polka wordt ook gebruikt voor de bij de dans horende muziekstijl.
De grondvorm is een serie kort-kort-lang-stappen met nadruk op de eerste korte stap, die dus wisselend met de linker- en rechtervoet wordt gedaan. De opbouw van de polka is in beginsel: opmaat 1/16, daarna 1/8, 1/8, 3/16. De melodie wordt begeleid door een baspartij die een stevige afwisseling van de basisnoot en de kwart eronder laat horen.
De polka wordt nog sporadisch in dansscholen gedanst in een vorm waarbij het danspaar in een rechte lijn voortbeweegt terwijl het voortdurend halve slagen draait door bij elke tweede tel licht omhoog te springen en half om te draaien. Dit element wordt ook in de quickstep gebruikt onder de naam: polka-hop.
De polka is een veelvoorkomende dans in de balfolk.

## Geschiedenis
De dansvorm is afkomstig uit Bohemen. Rond 1830 heette de dans půlka ("helft"), maar in 1835 werd de naam in Praag veranderd in 'polka', wat Poolse vrouw betekent.
In de 19e eeuw was de dans zeer populair, verspreidde zich over heel Europa en werd in veel andere landen onderdeel van de volksdans en volksmuziek, waaronder Nederland, Duitsland, Ierland, Engeland, Frankrijk, Zweden, Galicië (Noord-Spanje), Oekraïne, Polen en Hongarije. Maar ook naar India, de Verenigde Staten, Latijns-Amerika en het Caribische gebied. Op Curaçao was de polka populair in de 19e eeuw, mede door de door Jan Gerard Palm gecomponeerde polka's.
In de wereld van de klassieke muziek zijn veel polka's gecomponeerd door Johann Strauss I en zijn zoon Johann Strauss II. Een aantal bekende polka's zijn van de hand van Bedřich Smetana en Jaromír Vejvoda. 